# Alfonsów (powiat łaski)
Alfonsów – wieś w Polsce położona w województwie łódzkim, w powiecie łaskim, w gminie Wodzierady.
W latach 1975–1998 miejscowość administracyjnie należała do województwa sieradzkiego.